# Ye Changyuan
Chang-yuan Ye (en chinois 叶昌嫒) est une herpétologiste chinoise née en 1938. C'est l'épouse de Fei Liang (1936-2022).

## Taxon nommé en son honneur
- Quasipaa yei (Chen, Qu'& Jiang, 2002)

## Quelques taxons décrits
- Bombina lichuanensis
- Brachytarsophrys chuannanensis
- Ingerana alpina
- Ingerana medogensis
- Kurixalus
- Kurixalus odontotarsus
- Leptobrachium hainanense
- Leptobrachium huashen
- Leptolalax alpinus
- Leptolalax liui
- Leptolalax ventripunctatus
- Limnonectes fujianensis
- Odorrana exiliversabilis
- Odorrana junlianensis
- Oreolalax granulosus
- Oreolalax nanjiangensis
- Paa chayuensis
- Paa medogensis
- Parapelophryne
- Pseudoamolops
- Rana chevronta
- Rana hainanensis
- Rana huanrenensis
- Rana hubeiensis
- Rana jingdongensis
- Rana nasuta
- Rana omeimontis
- Rana zhenhaiensis
- Scutiger jiulongensis
- Scutiger muliensis
- Xenophrys binchuanensis
- Xenophrys glandulosa
- Xenophrys huangshanensis
- Xenophrys jingdongensis
- Xenophrys mangshanensis
- Xenophrys medogensis
- Xenophrys sangzhiensis
- Xenophrys wawuensis
- Xenophrys wuliangshanensis
- Xenophrys wushanensis
- Xenophrys zhangi

 Ye  est l’abréviation habituelle de Ye Changyuan en zoologie.

Consulter la liste des abréviations d'auteur en zoologie ou la liste des taxons zoologiques assignés à cet auteur par ZooBank